# Robin Thomas (Mathematiker)
Robin Thomas (* 22. August 1962; † 26. März 2020) war ein tschechischer Mathematiker, der sich mit Graphentheorie, Kombinatorik und Algorithmen-Theorie beschäftigte.
Thomas promovierte 1985 an der Karls-Universität Prag bei Jaroslav Nešetřil. Ab 1989 war er am Georgia Institute of Technology, wo er später Professor wurde.
Thomas bewies mit Paul Seymour, Maria Chudnovsky und Neil Robertson 2005 die seit 1960 offene starke Vermutung für Perfekte Graphen von Claude Berge. Mit Seymour, Robertson und Daniel P. Sanders (der bei ihm 1993 promovierte) war er auch an einem Programm zur Vereinfachung des Vierfarbensatzes beteiligt, das in einem alternativen Beweis (zu dem von Kenneth Appel und Wolfgang Haken) mündete. Mit Robertson und Seymour gab er vollständige Kriterien dafür an, wann ein Graph ohne Links (das heißt die Verlinkungszahl von je zwei Zyklen des eingebetteten Graphen ist Null, er hat dann eine „flache Einbettung“) in den dreidimensionalen Raum eingebettet werden kann (nämlich, dass er keine Minoren hat, die zu einer von 7 Graphen aus der Petersen-Familie isomorph sind).
Mit Seymour und Robertson bewies er die im Allgemeinen noch offene Hadwiger-Vermutung aus der Graphentheorie für k=6 Farben.
Mit Seymour und Robertson erhielt er 1994 (für ihre Arbeit zur Hadwiger-Vermutung) und 2009 (zusätzlich mit Maria Chudnovsky) den Fulkerson-Preis. Er war Fellow der American Mathematical Society.
Er war Invited Speaker auf dem Internationalen Mathematikerkongress (ICM) 2006 (Pfaffian Orientation of Graphs).
Er starb am 26. März im Alter von 57 Jahren an ALS.